# Dalton Smith
Dalton Smith, född 30 juni 1992, är en kanadensisk professionell ishockeyforward som är kontrakterad till Buffalo Sabres i National Hockey League (NHL) och spelar för Rochester Americans i American Hockey League (AHL). Han har tidigare spelat för Springfield Falcons, Syracuse Crunch, Providence Bruins och Lehigh Valley Phantoms i AHL; Florida Everblades i ECHL och Ottawa 67's i Ontario Hockey League (OHL).
Smith draftades av Columbus Blue Jackets i andra rundan i 2010 års draft som 34:e spelare totalt.
Han är son till den före detta ishockeyspelaren Derrick Smith, som själv spelade i NHL mellan 1984 och 1994. Hans mor är systern till de före detta ishockeyspelarna Keith Primeau och Wayne Primeau, båda två spelade också i NHL.

## Statistik
| 2007–2008  | Oshawa Minor Generals  | ETA        | 62  | 22 | 38 | 60  | 192 | —  | — | — | —  | —  |
| 2008–2009  | Whitby Fury            | OJHL       | 40  | 10 | 13 | 23  | 109 | 4  | 2 | 1 | 3  | 12 |
|            | Ottawa 67's            | OHL        | 17  | 2  | 5  | 7   | 8   | 7  | 0 | 0 | 0  | 0  |
| 2009–2010  | Ottawa 67's            | OHL        | 62  | 21 | 23 | 44  | 129 | 12 | 3 | 3 | 6  | 27 |
| 2010–2011  | Ottawa 67's            | OHL        | 64  | 12 | 17 | 29  | 124 | 4  | 2 | 2 | 4  | 12 |
| 2011–2012  | Ottawa 67's            | OHL        | 53  | 15 | 10 | 25  | 67  | 18 | 4 | 4 | 8  | 46 |
| 2012–2013  | Springfield Falcons    | AHL        | 67  | 3  | 6  | 9   | 128 | 1  | 0 | 0 | 0  | 12 |
| 2013–2014  | Springfield Falcons    | AHL        | 50  | 4  | 5  | 9   | 99  | —  | — | — | —  | —  |
|            | Syracuse Crunch        | AHL        | 19  | 2  | 1  | 3   | 51  | —  | — | — | —  | —  |
| 2014–2015  | Syracuse Crunch        | AHL        | 62  | 11 | 6  | 17  | 79  | 2  | 0 | 0 | 0  | 4  |
| 2015-2016  | Providence Bruins      | AHL        | 17  | 1  | 0  | 1   | 24  | —  | — | — | —  | —  |
|            | Lehigh Valley Phantoms | AHL        | 11  | 1  | 0  | 1   | 25  | —  | — | — | —  | —  |
| 2016-2017  | Florida Everblades     | ECHL       | 60  | 10 | 13 | 23  | 153 | 11 | 3 | 0 | 3  | 22 |
| 2017-2018  | Rochester Americans    | AHL        | 45  | 1  | 1  | 2   | 102 | —  | — | — | —  | —  |
| 2018-2019  | Rochester Americans    | AHL        | 48  | 2  | 6  | 8   | 111 | 3  | 0 | 0 | 0  | 2  |
| 2019-2020  | Buffalo Sabres         | NHL        | 1   | 0  | 0  | 0   | 2   | —  | — | — | —  | —  |
|            | Rochester Americans    | AHL        | 21  | 1  | 3  | 4   | 27  | —  | — | — | —  | —  |
| NHL totalt | NHL totalt             | NHL totalt | 1   | 0  | 0  | 0   | 2   | —  | — | — | —  | —  |
| AHL totalt | AHL totalt             | AHL totalt | 340 | 26 | 28 | 54  | 646 | 6  | 0 | 0 | 0  | 18 |
| OHL totalt | OHL totalt             | OHL totalt | 196 | 50 | 55 | 105 | 328 | 41 | 9 | 9 | 18 | 85 |